# Zelena, Chelmenți
Zelena sau Elena (între 1942-1944) (în ucraineană Зелена, transliterat Zelena) este un sat reședință de comună în raionul Chelmenți din regiunea Cernăuți (Ucraina). Are 1,980 locuitori, preponderent ucraineni.
Satul este situat la o altitudine de 169 metri, în partea de sud-vest a raionului Chelmenți. Aici funcționează punctul local rutier de trecere a frontierei Zelena - Medveja, între Ucraina și Republica Moldova, doar pentru cetățenii Republicii Moldova și Ucrainei care locuiesc permanent în raioanele administrative de frontieră.

## Istorie
Localitatea Zelena a făcut parte încă de la înființare din Ținutul Hotinului a regiunii istorice Basarabia a Principatului Moldovei. 
Prima mențiune a satului este data de 2 aprilie 1605. Din cele mai vechi timpuri, diferite părți ale satului au numele lor. Horbâ, Mahala, Marcăuți. De asemenea, cultura satului este destul de strâns legată de românești, în ciuda ucrainizării puternice. Printre populație este destul de mult purtători de numele de familie românești: "Ardelean, Bejenar, Condrea, Nicula, Pascari, Mircea, Ungurean, Puiul, Adajiu, Moldovan, Ceban, Herțanu"

Prin Tratatul de pace de la București, semnat pe 16/28 mai 1812, între Imperiul Rus și Imperiul Otoman, la încheierea războiului ruso-turc din 1806 – 1812, Rusia a ocupat teritoriul de est al Moldovei dintre Prut și Nistru, pe care l-a alăturat Ținutului Hotin și Basarabiei/Bugeacului luate de la Turci, denumind ansamblul Basarabia (în 1813) și transformându-l într-o gubernie împărțită în zece ținuturi (Hotin, Soroca, Bălți, Orhei, Lăpușna, Tighina, Cahul, Bolgrad, Chilia și Cetatea Albă, capitala guberniei fiind stabilită la Chișinău). 
La începutul secolului al XIX-lea, conform recensământului efectuat de către autoritățile țariste în anul 1817, satul Zelena făcea parte din Ocolul Mijlocului a Ținutului Hotin . 
După Unirea Basarabiei cu România la 27 martie 1918, satul Zelena a făcut parte din componența României, în Plasa Lipcani a județului Hotin. Pe atunci, majoritatea populației era formată din ucraineni. 
Ca urmare a Pactului Ribbentrop-Molotov (1939), Basarabia, Bucovina de Nord și Ținutul Herța au fost anexate de către URSS la 28 iunie 1940. După ce Basarabia a fost ocupată de sovietici, Stalin a dezmembrat-o în trei părți. Astfel, la 2 august 1940, a fost înființată RSS Moldovenească, iar părțile de sud (județele românești Cetatea Albă și Ismail) și de nord (județul Hotin) ale Basarabiei, precum și nordul Bucovinei și Ținutul Herța au fost alipite RSS Ucrainene. La 7 august 1940, a fost creată regiunea Cernăuți, prin alipirea părții de nord a Bucovinei cu Ținutul Herța și cu cea mai mare parte a județului Hotin din Basarabia .
În perioada 1941-1944, toate teritoriile anexate anterior de URSS au reintrat în componența României. Apoi, cele trei teritorii au fost reocupate de către URSS în anul 1944 și integrate în componența RSS Ucrainene, conform organizării teritoriale făcute de Stalin după anexarea din 1940, când Basarabia a fost ruptă în trei părți. 
Începând din anul 1991, satul Zelena face parte din raionul Chelmenți al regiunii Cernăuți din cadrul Ucrainei independente. Conform recensământului din 1989, numărul locuitorilor care s-au declarat români plus moldoveni era de 6 (0+6), reprezentând 0,27% din populație . În prezent, satul are 1.980 locuitori, preponderent ucraineni.
Satul se află în apropierea frontierei cu Republica Moldova, aici funcționând punctul local rutier de trecere a frontierei Zelena - Medveja, între Ucraina și Republica Moldova, doar pentru cetățenii Republicii Moldova și Ucrainei care locuiesc permanent în raioanele administrative de frontieră.

## Demografie
Componența lingvistică a comunei Zelena
     Ucraineană (98,99%)
     Alte limbi (1,01%)
Conform recensământului din 2001, majoritatea populației comunei Zelena era vorbitoare de ucraineană (98,99%), existând în minoritate și vorbitori de alte limbi.
1930: 2.650 (recensământ)
1989: 2.209 (recensământ)
2007: 1.980 (estimare)